# 長田村 (静岡県)
長田村（おさだむら）は静岡県の中部、有渡郡・安倍郡に属していた村である。現在の静岡市駿河区の安倍川以西にあたる。

## 地理
- 山：満観峰
- 河川：安倍川、丸子川

## 歴史
- 1889年（明治22年）4月1日 - 町村制の施行により、有渡郡広野村、青木村、大和田新田、石部村、用宗村、小坂村、上川原新田、東新田、下川原新田、丸子宿、鎌田村、寺田村、丸子新田、宇津ノ谷村、手越原村、安倍郡手越村、向敷地村が合併して有渡郡長田村が発足。
- 1896年（明治29年）4月1日 - 郡制の施行により、所属郡が安倍郡に変更。
- 1934年（昭和9年）10月1日 - 静岡市に編入。同日長田村廃止。
- 2005年（平成17年）4月1日 - 静岡市が政令指定都市に移行し、旧村域は駿河区となる。

## 交通

### 鉄道
- 鉄道省
  - 東海道本線
    - 用宗駅

現在は旧村域内に安倍川駅が所在するが、当時は未開業。

## 道路
- 東海道